# Франк Аппенцелля
Франк Аппенцелля (нем. Franken) — денежная единица швейцарского полукантона Аппенцелль-Ауссерроден в 1808—1850 годах. Франк = 10 батценов = 40 крейцеров = 160 пфеннигов.

## История
Чеканка монет кантона в батценах начата в 1808 году, во франках — в 1809. Крейцеры чеканились только в 1813 году, пфенниги — в 1816.
Конституция Швейцарии, принятая в 1848 году, устанавливала исключительное право федерального правительства на чеканку монеты. К этому времени монеты полукантона уже не выпускались, их чеканка была прекращена в 1816 году. 7 мая 1850 года был принят федеральный закон о чеканке монет, в том же году начата чеканка швейцарских монет.
Банкноты полукантона в 1808—1850 годах не выпускались. Кантональный банк Ауссерродена был создан в 1877 году, выпускал банкноты в 1877—1910 годах.

## Монеты и банкноты
Чеканились монеты:
- медные: 1 пфенниг;
- биллонные: 1 крейцер, 1⁄2, 1 батцен;
- серебряные: 1⁄2, 2, 4 франка[3].